# Власенко, Иван Афанасьевич
Иван Афанасьевич Власенко (1907—1995) — полковник Советской Армии, участник боёв на Халхин-Голе и Великой Отечественной войны, Герой Советского Союза (1945).

## Биография
Иван Власенко родился 22 декабря 1907 года в селе Дубовичи (ныне — Кролевецкий район Сумской области Украины) в крестьянской семье. В 1919 году он окончил неполную среднюю школу в родном селе, затем работал на лесопилке, на железнодорожных станциях Кролевец, Конотоп, Ромны. В 1929 году Власенко был призван на службу в Рабоче-крестьянскую Красную армию Маймакским районным военным комиссариатом Архангельской области. В 1933 году он окончил объединённую кавалерийскую школу в Борисоглебске. Принимал участие в боях на Халхин-Голе.
С августа 1941 года — на фронтах Великой Отечественной войны. Принимал участие в боях на Карельском, Юго-Западном, 3-м Украинском и 1-м Белорусском фронтах. В 1942 году он вступил в ВКП(б). К июлю 1944 года гвардии подполковник Иван Власенко командовал 137-м гвардейским стрелковым полком 47-й гвардейской стрелковой дивизии 8-й гвардейской армии. Отличился во время освобождения Украинской ССР.
18 июля 1944 года полк Власенко получил задачу прорвать глубоко эшелонированную оборону противника к северо-западу от деревни Ольшанка Волынской области и освободить город Любомль. Власенко разработал план и провёл большую подготовительную работу. Его полк захватил сначала траншеи, затем высоту 220,8, прорвав тем самым линию обороны. 19 июля полк успешно занял Любомль. 20 июля полк вышел к государственной границе СССР и с двумя батальонами переправился через Западный Буг и захватил плацдарм. В дальнейшем этот плацдарм дал возможность подразделениям дивизии развернуть наступление. Всего же за 4 суток наступления полк Власенко прошёл с боями 125 километров, уничтожив около 1500 вражеских солдат и офицеров, 3 САУ «Фердинанд», 15 станковых пулемётов, захватил в плен 125 человек, освободил 18 населённых пунктов.
Указом Президиума Верховного Совета СССР от 24 марта 1945 года за «образцовое выполнение боевых заданий командования на фронте борьбы с немецкими захватчиками и проявленные при этом мужество и героизм» гвардии подполковник Иван Власенко был удостоен высокого звания Героя Советского Союза с вручением ордена Ленина и медали «Золотая Звезда» за номером 5183.
После окончания войны Власенко продолжил службу в Советской Армии. В 1958 году в звании полковника он был уволен в запас. Проживал в Кисловодске, скончался 29 сентября 1995 года.
Был награждён двумя орденами Ленина, четырьмя орденами Красного Знамени, орденами Александра Невского, Отечественной войны 1-й степени и Красной Звезды, польским орденом «Виртути Милитари» 5-го класса, а также рядом советских и иностранных медалей.